# Деджонетт, Джек
Джек Деджоне́тт, также Дежонетт (Jack DeJohnette) (род. 9 августа 1942 года, Чикаго) — американский джазовый ударник, пианист и композитор. Один из самых востребованных сессионных ударников в последней трети XX века. Альбомы с участием Деджонетта трижды удостоивались премий Грэмми (1969, 2008, 2021).

## Очерк биографии и творчества
Родился в обеспеченной семье смешанного (афроамериканского и индейского) происхождения. Учился игре на фортепиано с 4 лет. В юности начал работать (как пианист) в небольших джазовых ансамблях с разными исполнителями (в том числе с Ахмадом Джамалом). Как пианист, закончил Американскую музыкальную консерваторию (American Conservatory of Music). В 18 лет поменял специальность и с тех пор играл преимущественно на барабанах.
В апреле 1966 года переехал в Нью-Йорк, где работал с саксофонистами Джоном Колтрейном, Джекки Маклином (в 1966–1969 годах) и Чарлзом Ллойдом (1966–1968); в ансамбле последнего впервые (в 1967) выступил на сцене знаменитого Джазового фестиваля в Монтрё. Большое влияние на музыкальные вкусы Деджонетта оказал «Майлз Дэвис, в ансамбле которого ударник играл с 1969 года до середины 1970-х, в том числе, участвовал в записи знаменитого альбома Майлза Bitches Brew» (1970). С конца 1970-х годов (наряду с ударными инструментами) вновь стал записываться как пианист. Со второй половины 1970-х изредка работал в стилистике «электронного» фьюжн, как на альбомах «Zebra» (запись 1985, здесь Деджонетт сам играл на клавишных синтезаторах) и «Parallel Realities» (1990; совместно с Херби Хэнкоком и Патом Метени; некоторые треки программы выдержаны в стилистике облегченного джаза).
Основал и возглавлял собственные ансамбли (Directions и Special Edition). Среди сольных альбомов Деджонетта (все на лейбле ECM): «Untitled» (1976), «New directions» (1978), «New directions in Europe» (1980), «Special edition» (1980), в программе которых значительное место отведено его собственным композициям.
Деджонетт с середины 1960-х годов — один из самых востребованных сессионных ударников. На протяжении полувека работал со многими джазовыми знаменитостями. В 1968 году играл (с контрабасистом Эдди Гомесом) в трио Билла Эванса на Джазовом фестивале в Монтрё (трансляционная запись, выпущенная как LP-альбом под названием «Bill Evans at the Montreux Jazz Festival», удостоена премии Грэмми в 1969 году). В 1979 и 1981 гг. выпустил два альбома в ансамбле с Терье Рипдалом и Мирославом Витоушем. В 1983–1987 годах давал концерты и записывался в составе трио Standards Кита Джарретта, в 2004 году в составе трио Джона Скофилда гастролировал в лондонском Queen Elizabeth Hall (запись концерта опубликована в 2006 году на диске «Saudades»). В 2007 году принял участие в записи (последнего студийного) альбома Майкла Брекера «Pilgrimage», который был удостоен премии Грэмми (2008). В 2017 году принял участие в записи экспериментального альбома «Blue Maqams» тунисского исполнителя на уде Ануара Брагема (макамы, обработанные в «блюзовой манере»). Диск «Skyline» (2018), где Деджонетт играл в ансамбле с Роном Картером и Гонсало Рубалкабой, удостоен Грэмми (2021) в номинации «Best Jazz Instrumental Album».
Преподавал игру на ударных инструментах. В 1981 году опубликовал руководство для ударников «The art of modern jazz drumming».